# Německé středisko pro letectví a kosmonautiku

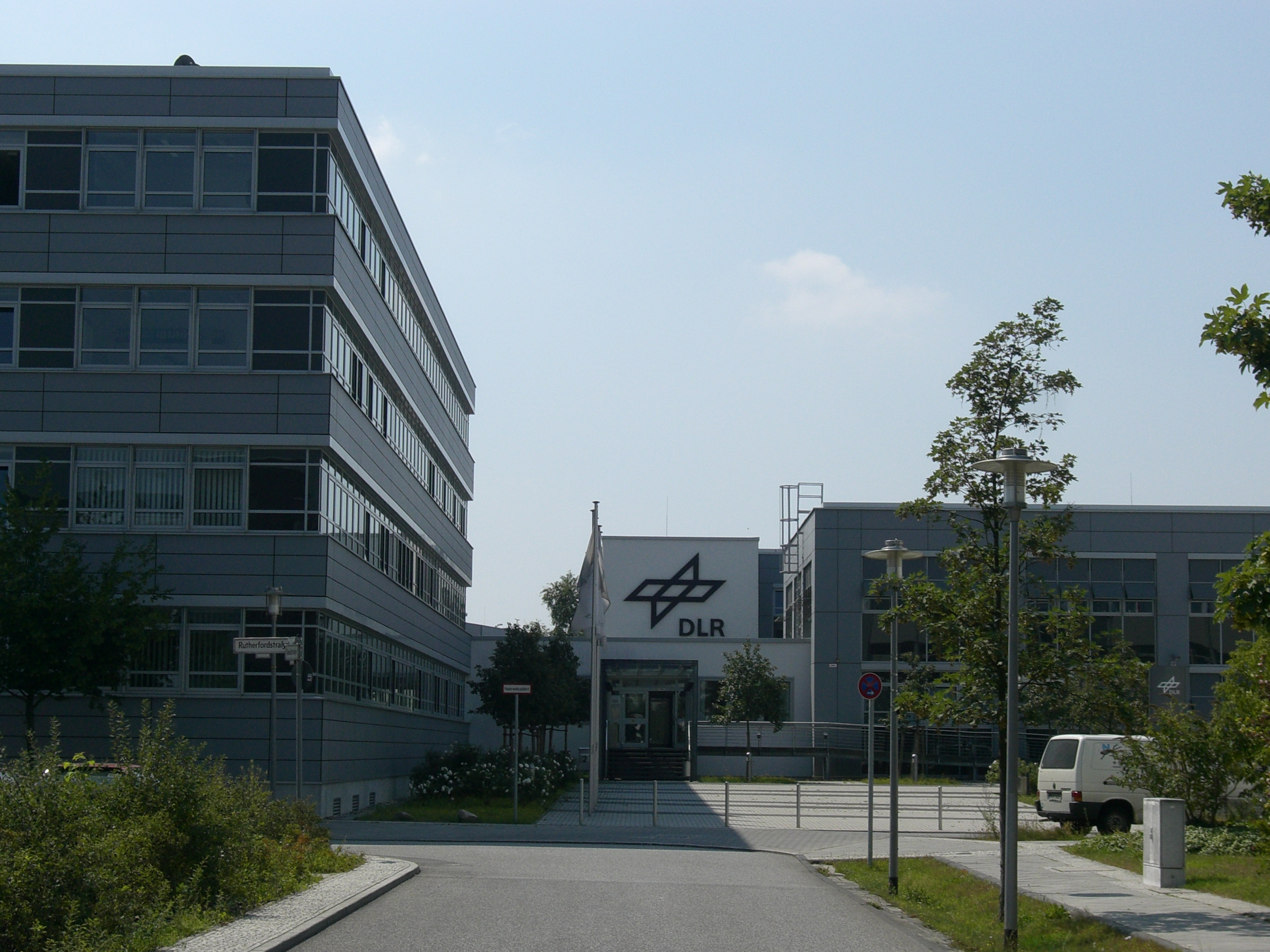
Sídlo DLR v německé čtvrti Adlershof, Berlín

Deutsches Zentrum für Luft- und Raumfahrt e. V. (zkratka DLR) je národní výzkumné centrum pro letectví a vesmír, energetiku a transport financovanou Německem. Její jednotlivé výzkumná střediska se nacházejí na různých místech v celé Spolkové republice, ústředí je v Kolíně nad Rýnem. Založena byla v roce 1997, ale její základy sahají do roku 1969. Zaměstnává přibližně 6000 lidí a v roce 2008 hospodařila s rozpočtem 1,301 miliardy euro.

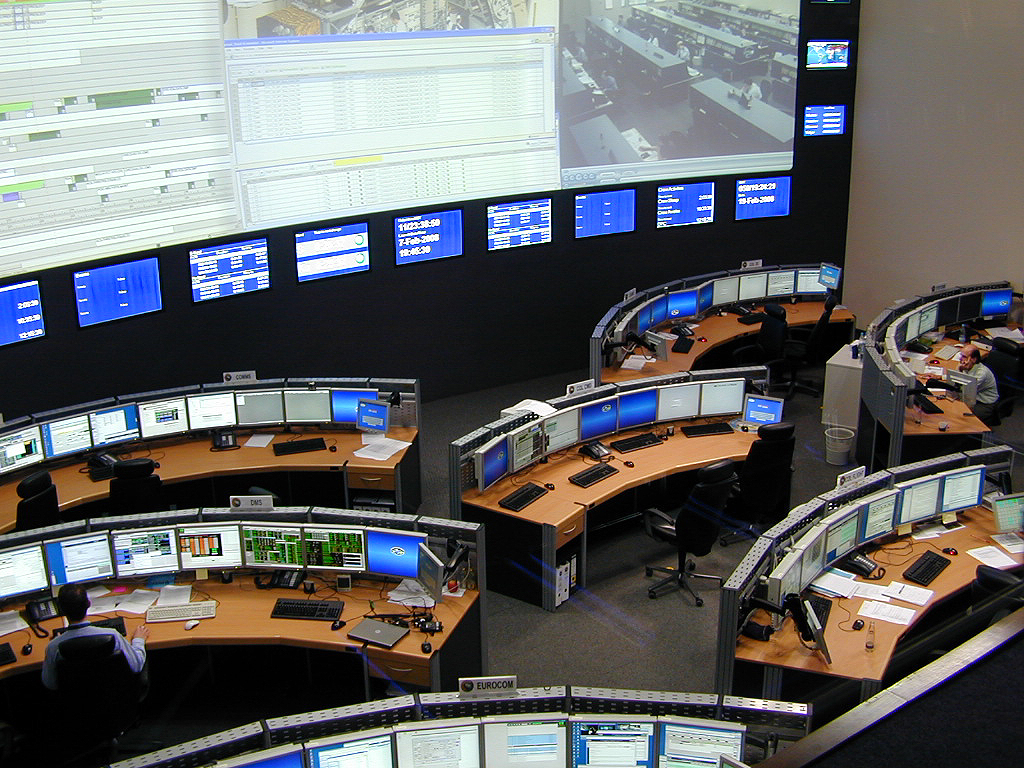
German Space Operations Center (GSOC), Oberpfaffenhofen (München)

## Další informace
Organizace stojí za výrobou High Resolution Stereo Camera na palubě planetární sondy Mars Express. Jedná se o organizaci, která je integrována do ESA.
Na jaře 2014 se stal úřad v Kolíně nad Rýnem cílem hackerů, kteří napadli jeho počítače trojskými koni.